# Śliwa kalifornijska

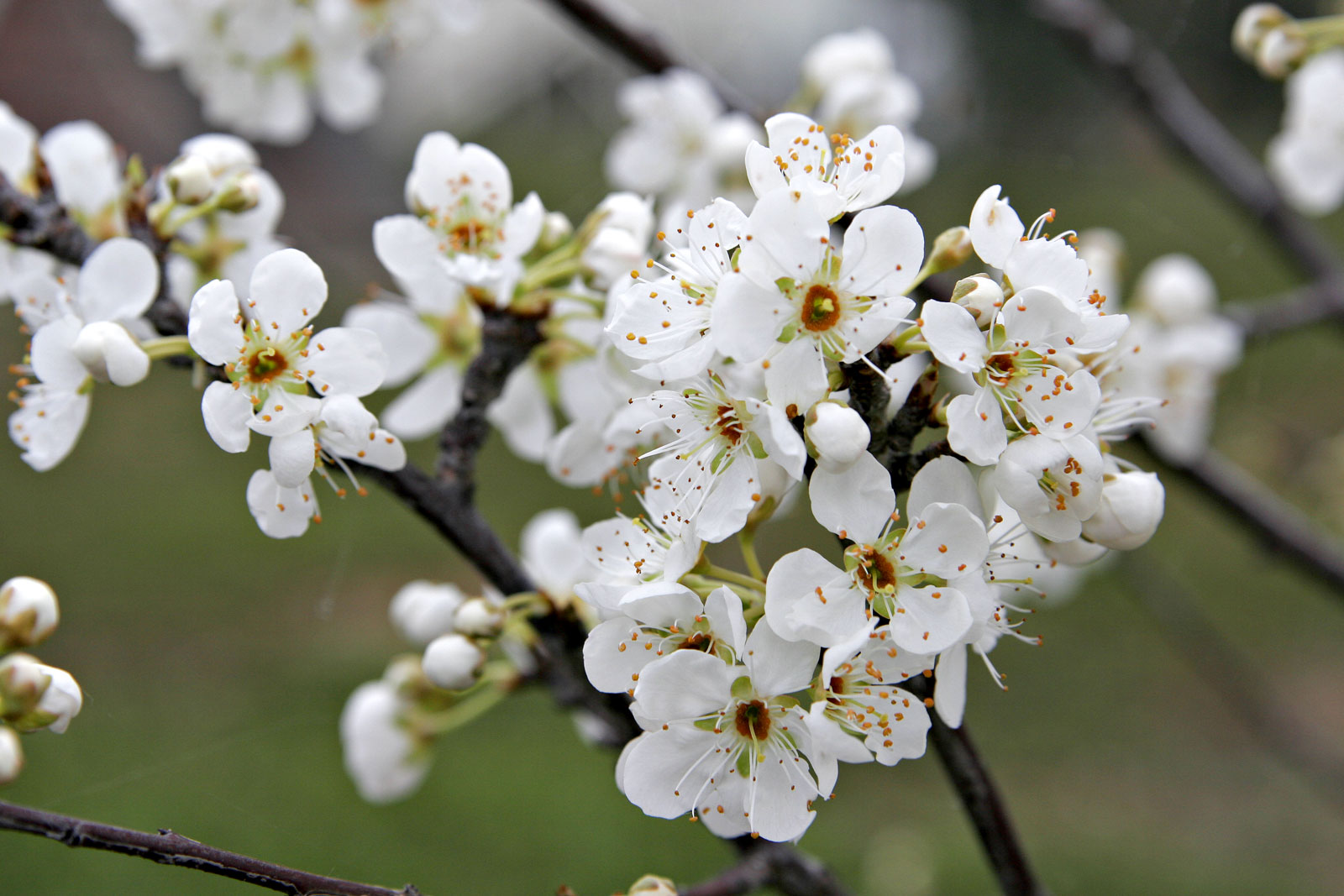
Kwiatostan śliwy.

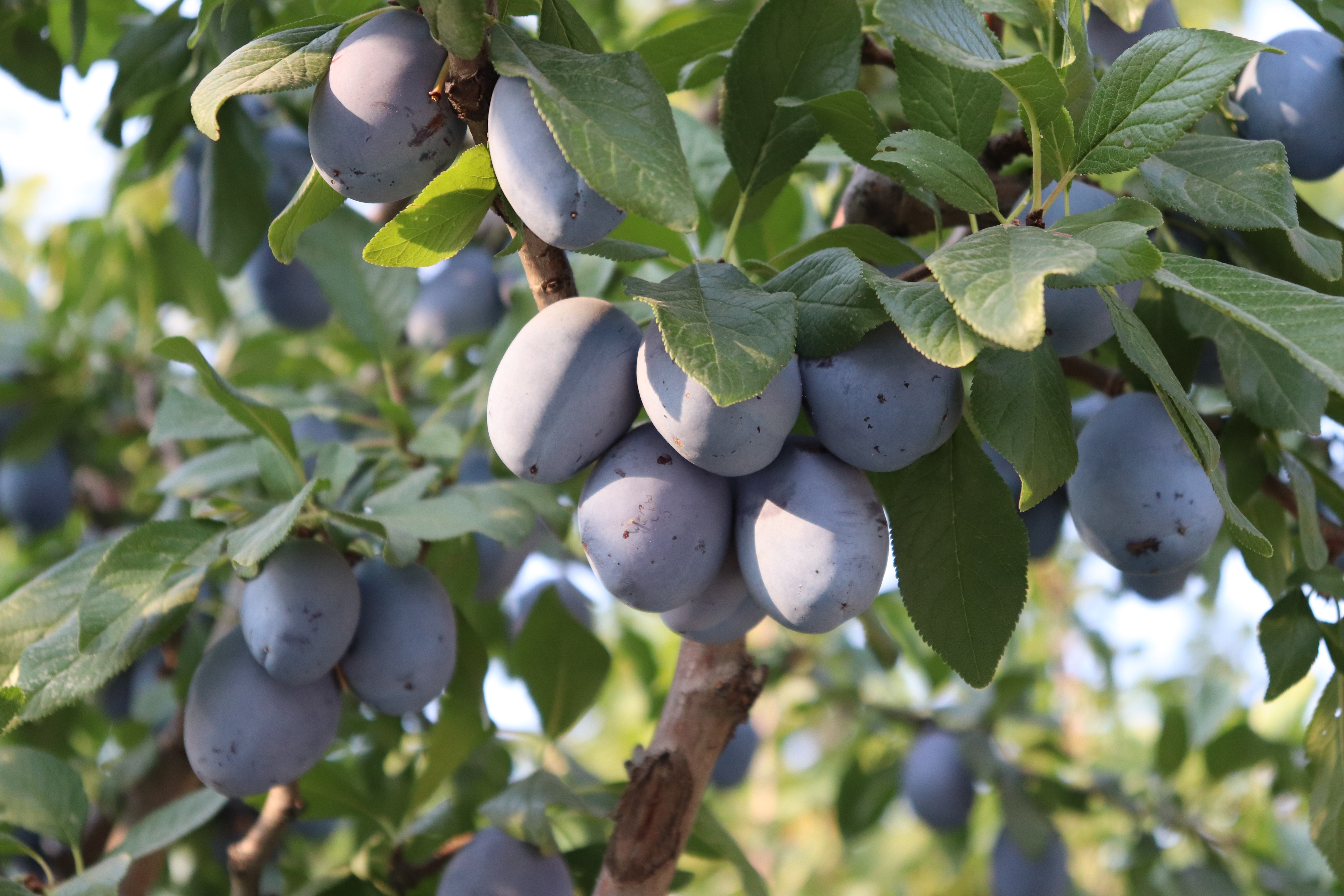
Owoce śliwy w okresie dojrzewania.

Śliwa kalifornijska 'Petit d’Agen' – odmiana uprawna śliwy domowej. W XIX wieku Louis Pellier przywiózł do Kalifornii z ojczystej Francji sadzonki śliwy domowej. Z tych drzewek pochodzących ze znanego z uprawy śliwek okręgu Agen w regionie Akwitania, uzyskał odmianę z owocami szczególnie dobrze nadającymi się do suszenia. Suszone owoce zaliczane są do bakalii.

## Historia odmiany
W 1850 Louis Pellier założył sad śliwowy na żyznych glebach w dolinie rzeki San Joaquin w Kalifornii, gdzie z pomocą swojego brata Pierre’a zaszczepił odmianę śliwy d’Agen na dzikorosnących śliwach, prawdopodobnie ałyczy (Prunus cerasifera). Śliwy te okazały się dobrze przystosowane do gleby i klimatu podzwrotnikowo-morskiego Kalifornii. Po kilku latach zaczęły rodzić pierwsze owoce. Wkrótce zaczęto sadzić je na szeroką skalę. W ciągu 15 lat produkcja śliwek w USA wyprzedziła dotychczasowy ich import. Do 1900 istniało już w Kalifornii około 85 zakładów suszenia i pakowania śliwki kalifornijskiej.
W Kalifornii uprawiane są dwa gatunki śliwek: europejska Prunus domestica i japońska Prunus salicina. Śliwki kalifornijskie to odmiana domowej śliwki europejskiej o wysokiej zawartości cukru, co pozwala jej wysychać bez fermentacji, a prawie cała produkcja jest sprzedawana jako śliwki suszone.

## Morfologia i cechy odmianowe
KwiatyPromieniste, białe, szypułkowe, wyrastające po dwa. Są 5–dzielne (składające się z 5 działek kielicha, 5 płatków korony), 20–30 pręcików ułożonych w 3 okółkach, z 1 wolnego słupka powstałego z jednego owocolistka. Kwiaty śliwy kalifornijskiej są samopylne.
OwoceGranatowe, wydłużone, przy szypułce zwężone, czasem elipsoidalne lub jajowate, miąższ zwięzły, aromatyczny, winnosłodki, dobrze odchodzi od pestki.

## Suszenie owoców

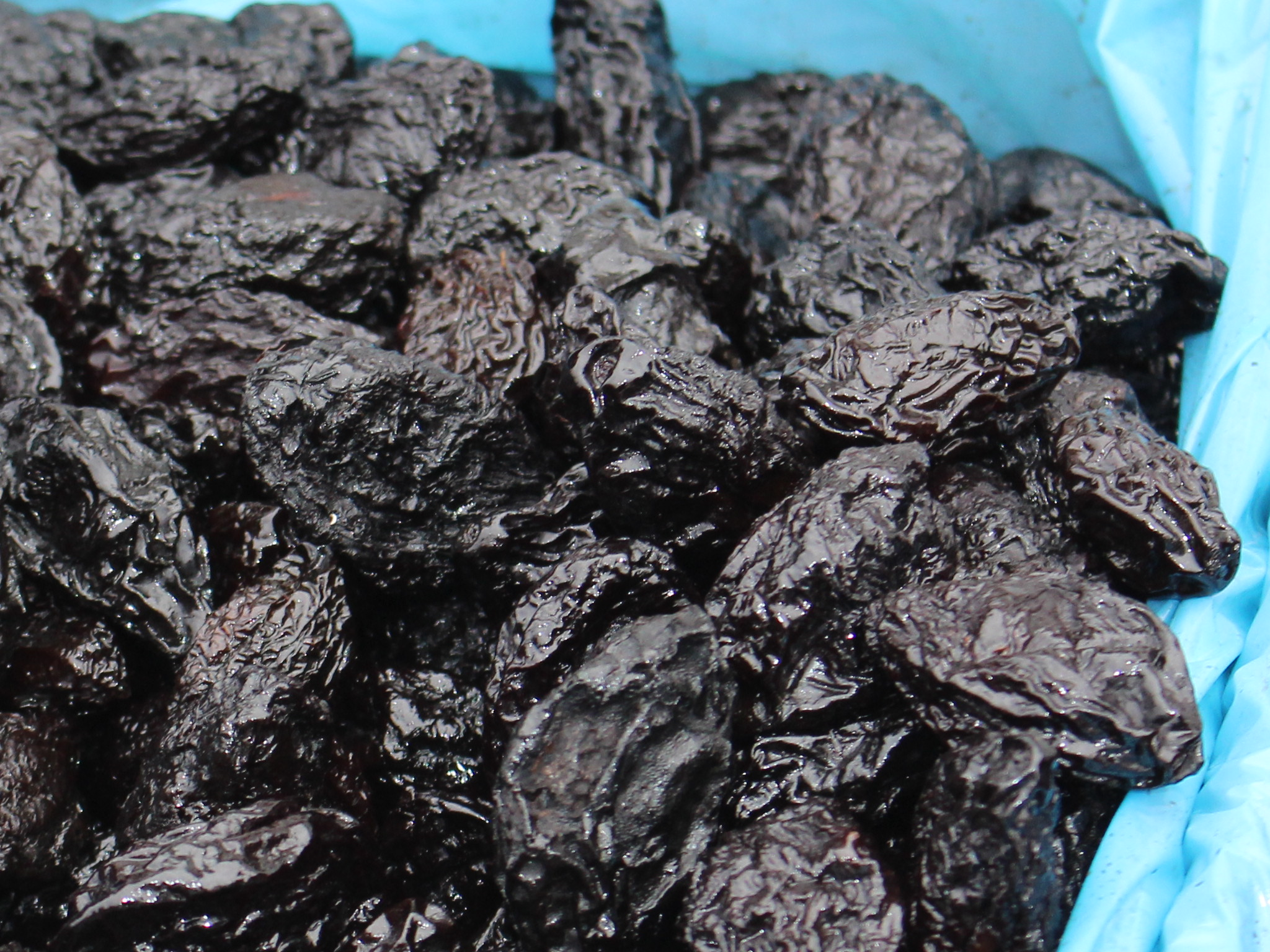
Śliwka suszona.

Śliwki kalifornijskie podlegają suszeniu w specjalnych tunelach z kontrolą temperatury, wilgotności i czasu suszenia. Parametry suszenia zostały dopracowane przez producentów w najdrobniejszych szczegółach, co doprowadziło technologię suszenia niemal do rangi sztuki. Zastosowana technologia czyni z suszonej śliwki, śliwkę kalifornijską. Śliwki przeznaczone do suszenia dojrzewają na drzewie aż do osiągnięcia tzw. dojrzałości zbiorczej. Po zerwaniu, dokładnym umyciu i wypestkowaniu, umieszczane są na dużych drewnianych tacach i poddawane suszeniu w toku w pełni zautomatyzowanego i rygorystycznie przestrzeganego higienicznego procesu. Śliwki przebywają w tunelach suszarniczych przez precyzyjnie określony czas i na odpowiednio ustawionych poziomach odwodnienia – suszenia. Wysuszone śliwki z suszarni trafiają do chłodni, gdzie odpowiednio wyszkoleni pracownicy, przeprowadzają kontrolę jakości i sortują je pod względem rozmiaru przed ostatecznym pakowaniem.
Większość suszonych śliwek kalifornijskich jest pakowana na zamówienie. Na tym kolejnym etapie produkcji są ponownie nawadniane, sterylizowane, kontrolowane i pakowane do wysyłki. Suszone śliwki kalifornijskie obecnie można znaleźć poza granicami USA w takich krajach jak np. Kanada, Chiny i Hongkong, Włochy, Japonia, Korea i Polska.

## Właściwości
Śliwki kalifornijskie, zawierają ważne dla zdrowia witaminy, minerały oraz inne związki chemiczne. Prowadzone badania wykazały, że zawarte w nich polifenole i inne bioaktywne substancje czynne wpływają korzystnie na zdrowie. Suszona śliwka kalifornijska zawiera m.in. błonnik pokarmowy, który wspomaga perystaltykę jelit. Badanie przeprowadzone przez Nutrition – Aller, R. DA de Louis i in. na pacjentach z IBIS udowodniło, że spożywanie śliwek suszonych przez chorych, łagodziło objawy choroby. Wykazano też, że spożywanie śliwek kalifornijskich chroni przed utratą tkanki kostnej, powodowanej działaniem promieniowania jonizującego, dotyczyło to badań pracowników radioterapii i pacjentów poddanych radioterapii. Zawarte w śliwkach suszonych polifenole zmniejszają też ryzyko przedwczesnej śmierci z powodu schorzeń układu sercowo-naczyniowego i nowotworów.

### Wartości odżywcze (na 100 g)
- kalorie (wartość energetyczna): 240 kcal/1005 kJ;
- białko: 2,18 g;
- tłuszcz ogółem: 0,38 g;
- omega – 3: 0,017 g;
- omega – 6: 0,045 g;
- węglowodany: 63,88 g;
- błonnik pokarmowy: 7,1 g[6][8].

### Witaminy
- A: 781 I.U;
- E: 0,43 mg;
- K: 59,5 µg;
- C: 0,6 mg;
- B1: 0,051 mg;
- B2: 0,186 mg;
- B3 (PP): 0,422 mg;
- B6: 0,205 mg;
- kwas foliowy: 4 µg;
- kwas pantotenowy: 0,422 mg.[6][8]

## Uprawa
Sadownicy po posadzeniu śliw, muszą poczekać cztery do sześciu lat, zanim zbiorą pierwsze owoce, ale drzewko dopiero w wieku 8–12 lat osiąga pełną zdolność produkcyjną, wynoszącą od 150 do 300 funtów (70 – 90 kg) surowych owoców rocznie. W tym czasie sad osiąga perspektywę pełnej wydajności przez około 20 – 30 lat.
Długi okres wegetacyjny owoców w nasłonecznionych dolinach Kalifornii, z chłodnymi wieczornymi temperaturami, pozwala na uzyskiwanie wysokich plonów i wysoką jakość owoców. Po przekwitnięciu drzew i pojawieniu się owoców, w zależności od wielkości upraw, niektórzy sadownicy przerzedzają owoce, w ten sposób zwiększając liczbę dużych owoców na drzewach, uzyskując bardziej wartościowe plony. Kalifornia wytwarza obecnie 99% całkowitej produkcji śliwek w Stanach Zjednoczonych i zaspokaja 40% światowych dostaw śliwek suszonych. W części Doliny Kalifornijskiej w okolicach Sacramento, znajduje się obecnie około 46 000 akrów sadów śliwek kalifornijskich.
W połowie sierpnia sady śliwowe są gotowe do zbiorów, które trwają około 30 dni. Owoce śliwy kalifornijskiej dojrzewają na drzewach, a sadownicy określają optymalny czas zbioru sprawdzając jędrność owoców i zawartość cukru za pomocą przyrządu zwanego refraktometrem. Aby zapewnić owoce najwyższej jakości, zbiór obecnie prowadzony jest za pomocą maszyn, w jednym czasie. Mechaniczna wstrząsarka chwyta pień lub wyższe partie drzewa i przez kilka sekund strząsa owoce na tkaninę rozpiętą na ramie u podnóża śliwy. Po zebraniu owoce są szybko transportowane przenośnikiem do pojemników, w których przygotowywane są do suszenia.

## Zastosowanie
Śliwka kalifornijska posiada dość szerokie zastosowanie w przemyśle spożywczym; jako owoce deserowe, do wypieku ciast i wyrobów garmażeryjnych, na przetwory np. (susze, dżemy, powidła, marynaty), służy też m.in. do produkcji nalewek i śliwowicy. W medycynie: śliwka suszona tradycyjnie jest stosowana jako środek przeczyszczający i składnik preparatów na rany. Drewno śliw użytkowane jest w meblarstwie.

## Kontrowersje na rynku
Na przełomie XIX i XX wieku sadownicy z Kalifornii zasadzili zbyt dużo śliw, co doprowadziło do nadwyżki w produkcji suszonych śliwek. Przedsiębiorstwa w USA i za granicą pakowały i sprzedawały tanie, importowane z innych krajów suszone śliwki, mieszane z tymi z Kalifornii, jako śliwki kalifornijskie. Doprowadziło to do rozczarowania konsumentów jakością śliwek, ceny spadły, a koszty pracy znacznie wzrosły.
Legenda: Pewien rolnik na krótko “zatrudnił” 500 małp jako tanią siłę roboczą. Tak, zatrudnił małpy! Małpy były zaskakująco wydajne w zbieraniu śliwek. Jednak potem, jak to małpy mają w zwyczaju – zjadły cały plon
Problemy w handlu doprowadziły do powstania w 1908 Kalifornijskiego Stowarzyszenia Suszonych Owoców (Dried Fruit Association of California), które miało zadanie; nadzór nad umowami sprzedaży, transportu, przepisami dotyczącymi jakości owoców i regulacjami prawnymi.
Obecnie nadal dostępne są śliwki importowane, suszone podobnie jak kalifornijskie, ale wyprodukowane w innych krajach jak Chile lub Argentyna. Nazywane są kalifornijskimi, jednak oryginał śliwki kalifornijskiej jest tylko jeden - produkowany w Kalifornii. W 2014 przeprowadzono np. w Polsce badanie rynkowe w 24 sieciach handlowych. Kontrolerzy zidentyfikowali wówczas 50 różnych rodzajów opakowań śliwek suszonych, z czego 11 oznaczonych było jako śliwki kalifornijskie, jednak po sprawdzeniu kraju pochodzenia okazało się, że śliwki nie pochodzą z USA, a zwierają śliwki suszone np. z Chile. Po interwencji firmy California Prune Board działającej pod nadzorem Kalifornijskiego Departamentu Żywności i Rolnictwa i reprezentującej branżę suszonych śliwek z Kalifornii, z czasem na rynku zaczęły pojawiać się opakowania z precyzyjnym opisem kraju pochodzenia.